# Amphiprion

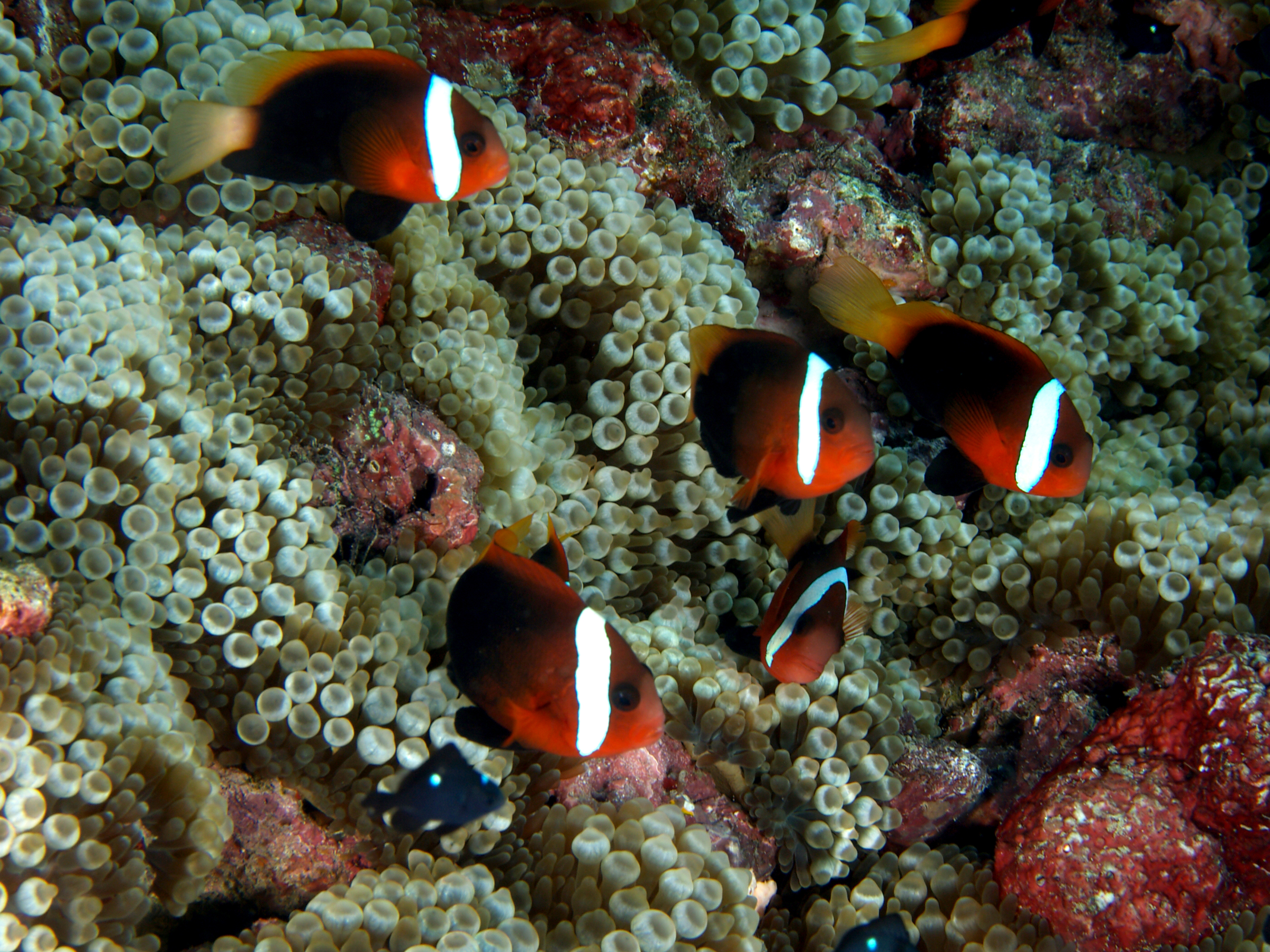
Amphiprion melanopus

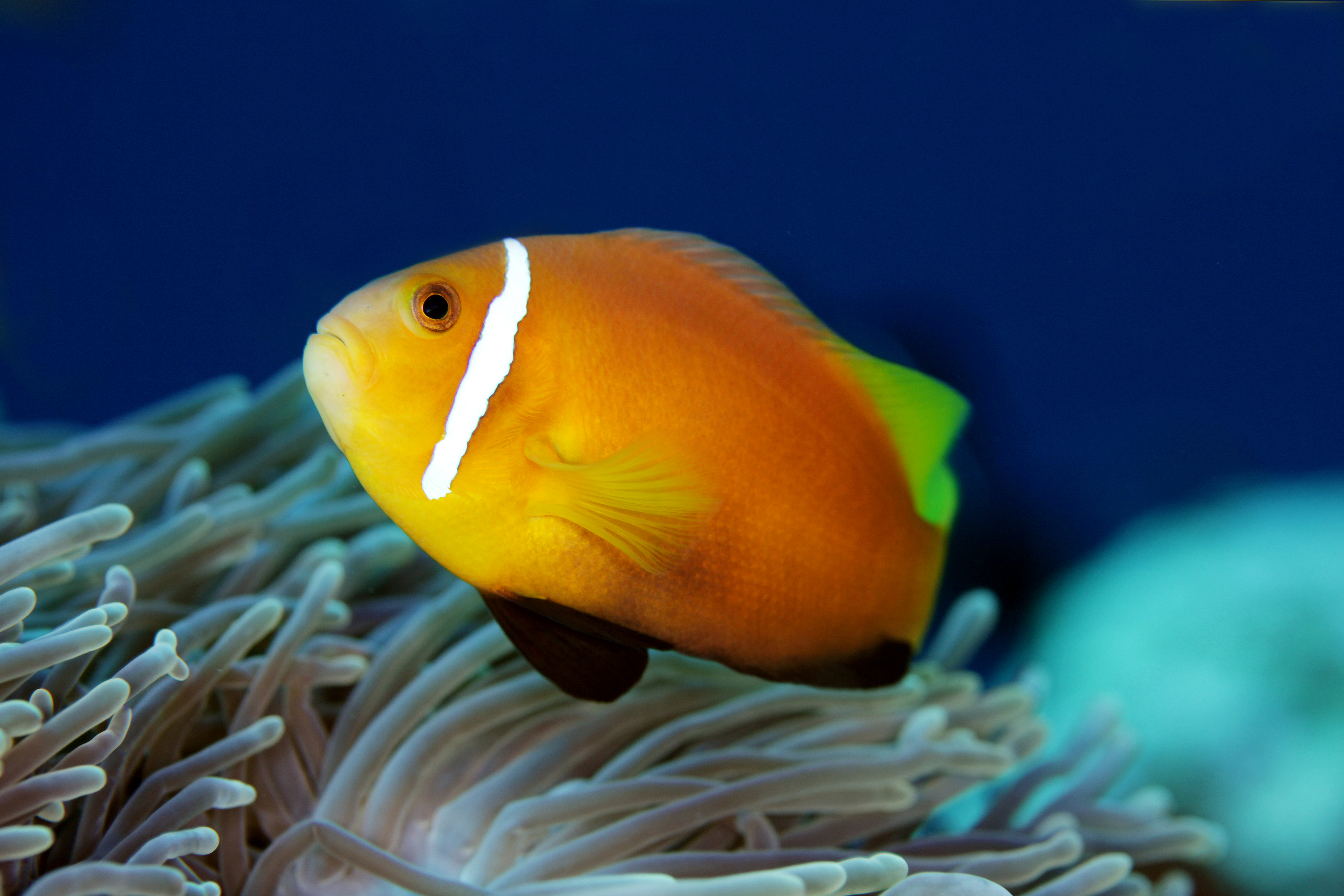
Amphiprion nigripes

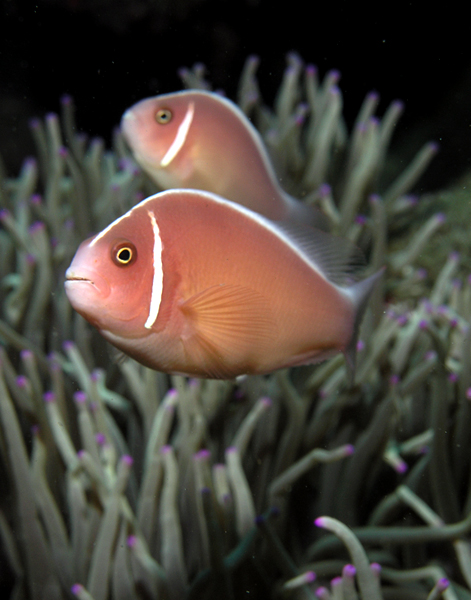
Amphiprion perideraion

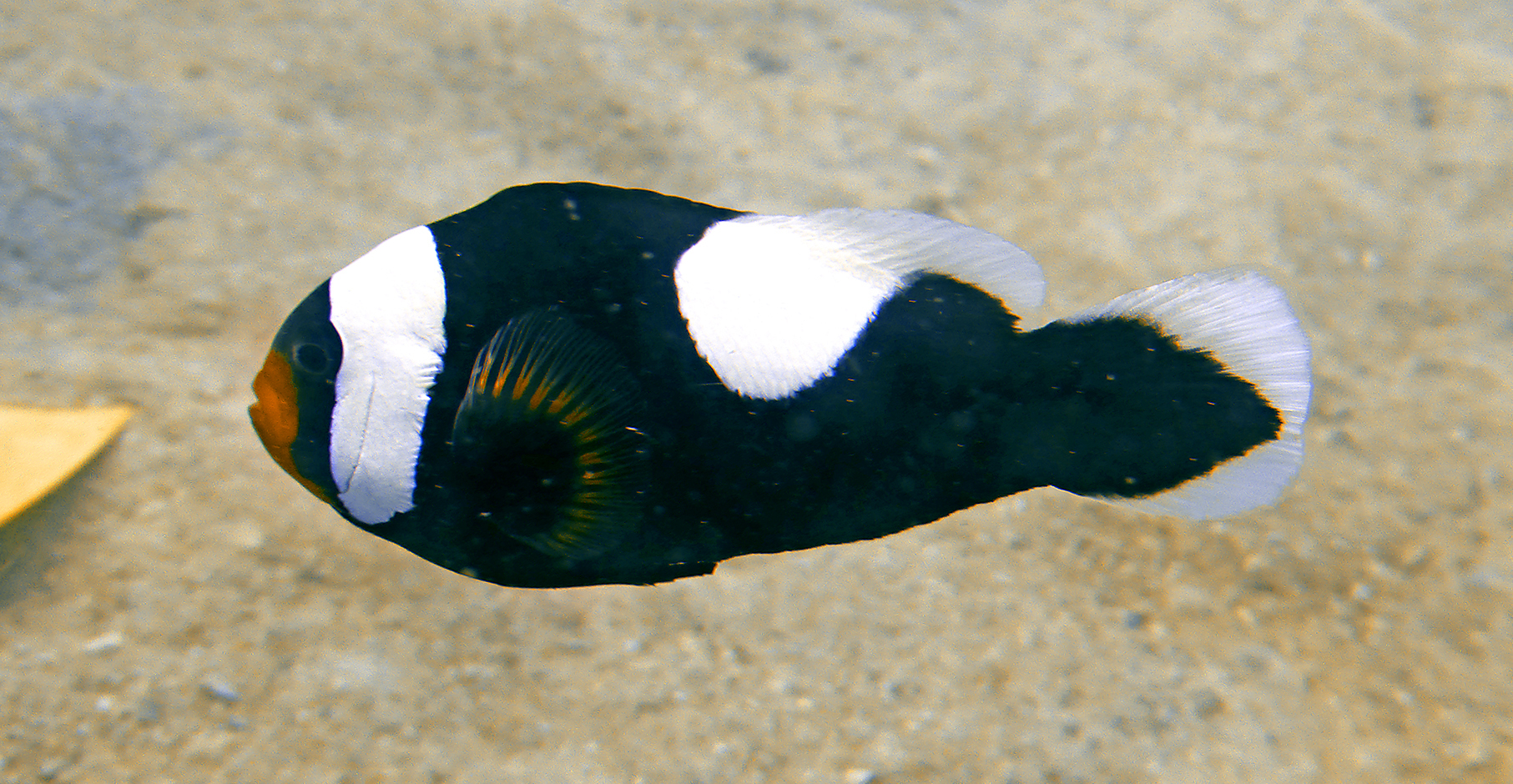
Amphiprion polymnus

Amphiprion Bloch & Schneider, 1801 è un genere di pesci ossei marini appartenenti alla famiglia Pomacentridae.

## Distribuzione e habitat
Le specie del genere sono diffuse nell'Indo-Pacifico, principalmente nelle aree tropicali. Sono tipici abitatori delle barriere coralline. Sono noti per il rapporto di simbiosi che sviluppano con le grandi attinie tropicali al cui veleno sono immuni. Per maggiori informazioni vedere la voce Amphiprioninae.

## Acquariofilia
Molte specie si adattano facilmente all'allevamento in acquario dove si possono anche riprodurre.

## Tassonomia
In questo genere sono riconosciute 29 specie:
- Amphiprion akallopisos Bleeker, 1853
- Amphiprion akindynos Allen, 1972
- Amphiprion allardi Klausewitz, 1970
- Amphiprion barberi Allen, Drew & Kaufman, 2008
- Amphiprion bicinctus Rüppell, 1830
- Amphiprion chagosensis Allen, 1972
- Amphiprion chrysogaster Cuvier, 1830
- Amphiprion chrysopterus Cuvier, 1830
- Amphiprion clarkii (Bennett, 1830)
- Amphiprion ephippium (Bloch, 1790)
- Amphiprion frenatus Brevoort, 1856
- Amphiprion fuscocaudatus Allen, 1972
- Amphiprion latezonatus Waite, 1900
- Amphiprion latifasciatus Allen, 1972
- Amphiprion leucokranos Allen, 1973
- Amphiprion mccullochi Whitley, 1929
- Amphiprion melanopus Bleeker, 1852
- Amphiprion nigripes Regan, 1908
- Amphiprion ocellaris Cuvier, 1830
- Amphiprion omanensis Allen & Mee, 1991
- Amphiprion pacificus Allen, Drew & Fenner, 2010
- Amphiprion percula (Lacepède, 1802)
- Amphiprion perideraion Bleeker, 1855
- Amphiprion polymnus (Linnaeus, 1758)
- Amphiprion rubrocinctus Richardson, 1842
- Amphiprion sandaracinos Allen, 1972
- Amphiprion sebae Bleeker, 1853
- Amphiprion thiellei Burgess, 1981
- Amphiprion tricinctus Schultz & Welander, 1953